# Regierungsbezirk Darmstadt (Starkenburg)
Der Regierungsbezirk Darmstadt war zwischen 1848 und 1852 ein Regierungsbezirk im Großherzogtum Hessen mit Sitz in Darmstadt.

## Geschichte
Die Revolution von 1848 im Großherzogtum Hessen führte auch zu einer Verwaltungsreform, weil die bis dahin bestehenden mittleren Verwaltungsebenen, Kreis und Provinz, von den Bürgern als Instrumente staatlicher Unterdrückung wahrgenommen wurden. Diese beiden Verwaltungsebenen wurden abgeschafft und durch zehn Regierungsbezirke (ab 1850: elf) ersetzt. Die neue Struktur trat zum 21. August 1848 in Kraft.
Der Regierungsbezirk Darmstadt war einer von vier Regierungsbezirken im Bereich der ehemaligen Provinz Starkenburg. Er wurde aus den bisherigen Kreisen Darmstadt, Groß-Gerau und einem Teil des Kreises Offenbach gebildet.
Nach dem Sieg der Reaktion wurde der Regierungsbezirk Darmstadt 1852 wieder in Kreise aufgelöst.

## Regierungskommission
Die Regierungskommission des Regierungsbezirks Darmstadt bildeten:
- Karl Rinck von Starck, zuletzt Kreisrat des Kreises Darmstadt und Provinzialkommissar von Starkenburg, als Direktor
- Johann Ernst Wilhelm Heim, zuletzt Kreisrat des Groß-Gerau
- Georg Karl Küchler, zuletzt Mitarbeiter des Provinzialkommissars von Starkenburg
- Georg Friedrich Ludwig Horst, zuletzt Assessor der Verwaltung der Provinz Starkenburg[6]
- Carl Wilhelm Philipp Schmidt, zuletzt Sekretär der Verwaltung der Provinz Starkenburg
- Adolph Westernacher, zuletzt Sekretär des Kreises Alsfeld